# Tigriagrion aurantinigrum
Tigriagrion aurantinigrum là một loài chuồn chuồn kim trong họ Coenagrionidae.
Tigriagrion aurantinigrum được Calvert miêu tả khoa học năm 1909.